# 1. Untersuchungsausschuss des Verteidigungsausschusses der 19. Wahlperiode des Deutschen Bundestages
Der 1. Untersuchungsausschuss des Verteidigungsausschusses der 19. Wahlperiode des Deutschen Bundestages (teils auch Berateraffäre-Untersuchungsausschuss) war ein Untersuchungsausschuss des Deutschen Bundestags.

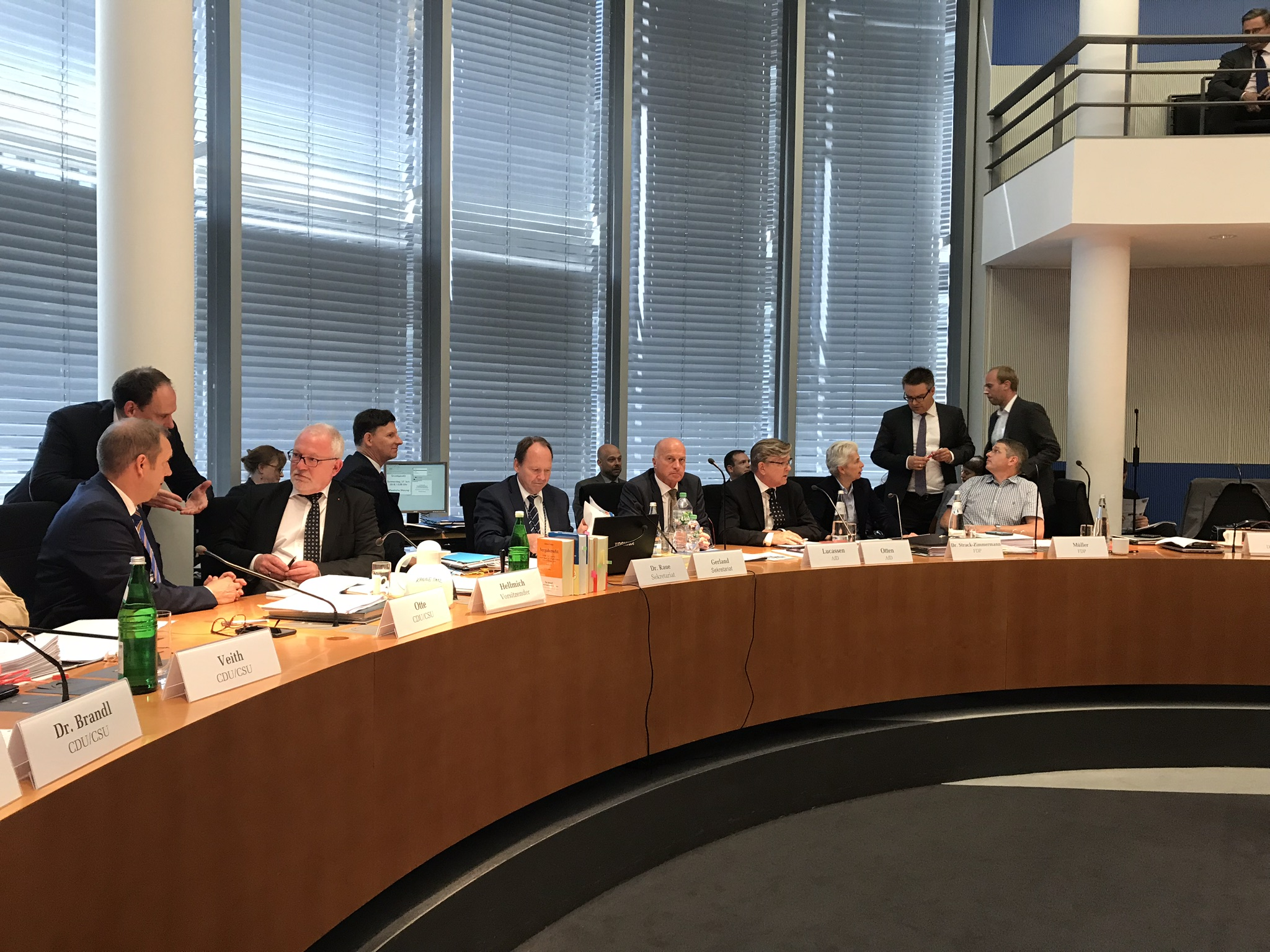
Die Bundestagsabgeordneten vor Beginn der Ausschusssitzung

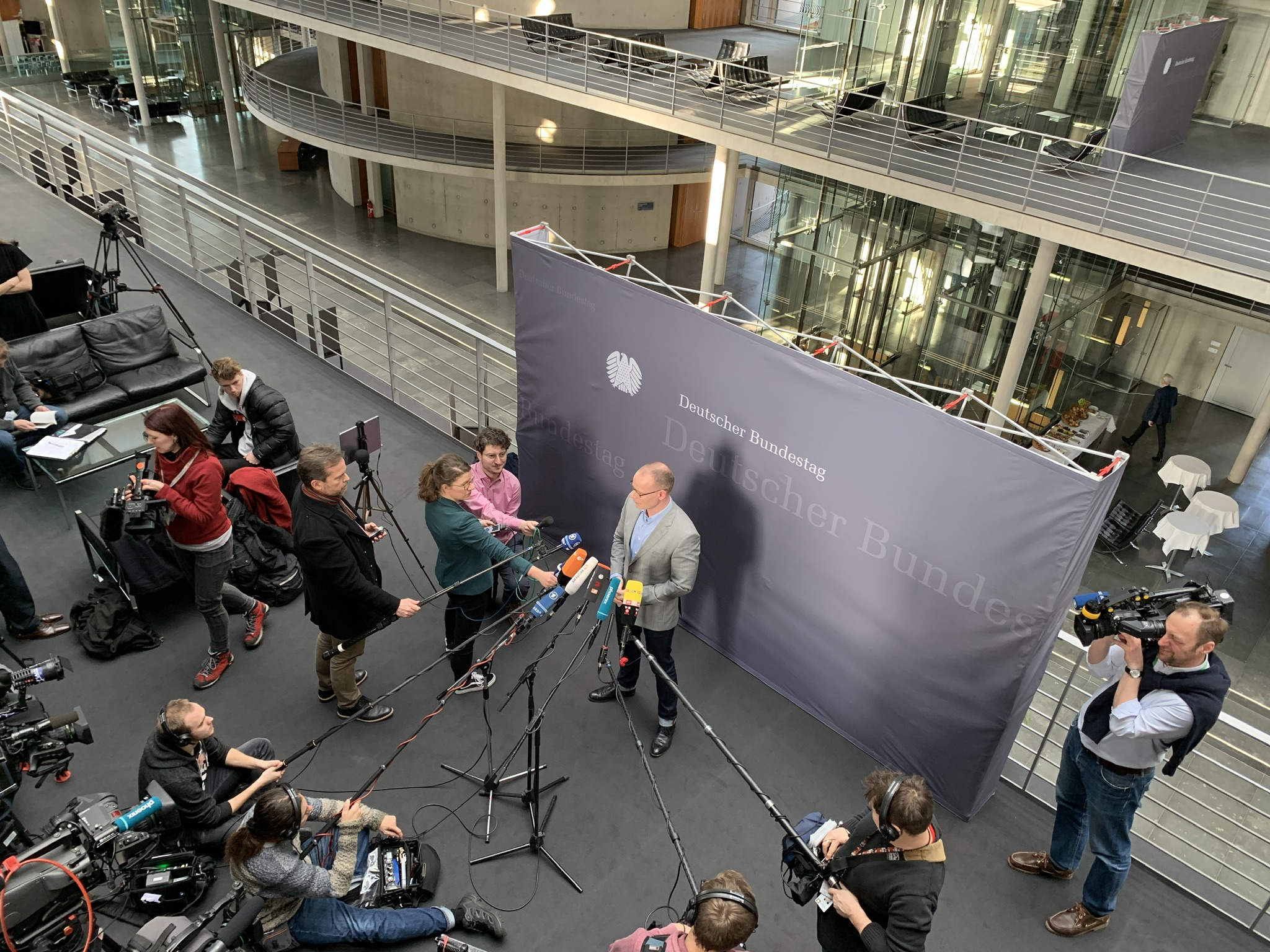
Statements anlässlich der Eröffnungssitzung am 14. Februar 2019

Sein Auftrag war es, den Umgang mit externer Beratung und Unterstützung im Geschäftsbereich des Bundesministeriums der Verteidigung aufzuklären. Berichte des Bundesrechnungshofs über Rechts- und Regelverstöße bei der Nutzung derartiger Leistungen waren Anlass, diese Vorgänge unter verschiedenen Gesichtspunkten zu prüfen. Untersucht werden sollten auch Verantwortlichkeiten der Leitungsebene und die Aufklärungs- und Informationspraxis des Bundesministeriums der Verteidigung. Vom 30. Januar 2019 an war ein neunköpfiger Unterausschuss mit der Durchführung der Untersuchung beauftragt, der vom 21. März 2019 bis zum 13. Februar 2020 in 17 öffentlichen Beweisaufnahmesitzungen einen Sachverständigen sowie 41 Zeugen zu den Vorgängen befragte. Am 10. September 2020 beschloss der Unterausschuss seinen Abschlussbericht, den sich der Verteidigungsausschuss am 16. September 2020 zu eigen machte.

## Organisation
Der Verteidigungsausschuss beschloss am 30. Januar 2019, sich zum Untersuchungsausschuss zu konstituieren. Am 14. Februar 2019 beschloss der Verteidigungsausschuss die Gründung eines Unterausschusses, welcher die Untersuchungsaufgaben wahrnehmen sollte, damit die Arbeit des Verteidigungsausschusses nicht durch die Untersuchungen blockiert wird. Der Verteidigungsausschuss hat nach Artikel 45 a des Grundgesetzes die Rechte eines Untersuchungsausschusses und muss sich mit einem Gegenstand beschäftigen, wenn dies ein Viertel der Ausschussmitglieder fordern. Der Unterausschuss hat neun ordentliche Mitglieder und ebenso viele stellvertretende Ausschussmitglieder.
Der Einsetzung des Untersuchungsausschusses und der Beweisbeschlüsse durch Minderheitenvotum waren eine aktuelle Stunde im Deutschen Bundestag am 6. November 2018 sowie zwei Sondersitzungen des Verteidigungsausschusses am 23. November und am 12. Dezember 2018 vorausgegangen. Die ehemalige beamtete Staatssekretärin Katrin Suder hatte dabei abgelehnt, im Verteidigungsausschuss persönlich zu erscheinen, jedoch angeboten, die Fragen schriftlich zu beantworten.
Der Ausschuss hatte den Auftrag, den Umgang mit externer Beratung und Unterstützung der Bundesregierung im Geschäftsbereich des BMVg seit Beginn der 18. Wahlperiode bis zur Einsetzung des Untersuchungsausschusses unter vertraglichen, rechtlichen, haushälterischen, geheimschutzrelevanten, militärischen, technologischen und politischen Gesichtspunkten zu untersuchen sowie die persönlichen und politischen Verantwortlichkeiten der Leitungsebene und die Aufklärungs- und Informationspraxis des Bundesministeriums der Verteidigung zu diesem Vorgang zu überprüfen.
Die formale Beweisaufnahme begann am 21. März 2019. Zunächst wurde der 31. August 2019 als Enddatum der Untersuchungsarbeit beschlossen, allerdings setzte der Ausschuss im September die Beweisaufnahme fort. Eine Befragung von Ursula von der Leyen war für Dezember 2019 geplant und fand am 13. Februar 2020 statt.

## Zeugen- und Sachverständigenliste
Bis Ende September 2019 wurden 21 Zeugen und Sachverständige angehört, weitere 13 Zeugen und Sachverständige, darunter Ursula von der Leyen, wurden geladen und teilweise terminiert.
Am 21. März 2019 wurden am ersten Anhörungstag Generalleutnant Ludwig Leinhos als Sachverständiger und als Zeugen Thea Dilger und Helmut Peters vernommen. Beide Zeugen sind Beamte des Bundesrechnungshofes.

## Untersuchungsgegenstand
Untersucht wurde die Vergabe von hochdotierten Beraterverträgen, bei denen die dabei geltenden Vergabekriterien wohl nicht eingehalten wurden. Zudem standen Vorwürfe der Steuerverschwendung und Misswirtschaft im Raum.
Über den Rahmenvertrag 20237, den das BMI zentral für den Bund geschlossen hatte, werden Beratungs- und Unterstützungsleistungen abgerechnet. Der Rahmenvertrag ist für IT-Dienstleistungen in Bezug auf Wartung und Inbetriebnahme von IBM-Softwareprodukten gedacht. Laut Aussagen im Untersuchungsausschuss sollte der Vertrag nur für bereits bestehende Produkte gelten. Das Unternehmen Systemvertrieb Alexander GmbH SVA ist im fraglichen Untersuchungszeitraum Rahmenvertragshalter gewesen.
Im Fokus standen insbesondere das IT-Beratungsunternehmen Accenture sowie die heutige Digitalratsvorsitzende Katrin Suder, Timo Noetzel und General Erhard Bühler. Accenture entsendete zu den Sitzungen eigene Beobachter, die ihr berichteten. Im Untersuchungsausschuss sollten auch persönliche Verhältnisse zwischen den Akteuren festgestellt werden.
Einige Zeugen sagten aus, dass es mit Accenture einen bevorzugten Kandidaten zur Beauftragung des Projekts Produktlebenszyklusmanagement (PLM) gegeben habe, welcher klar durch die Führung des BMVg kommuniziert wurde.
Auch die Beauftragung von McKinsey & Company, beziehungsweise der Tochtergesellschaft Orphoz, durch die bundeseigene BWI GmbH wurde untersucht. Dabei berichtete der Generalmajor Klaus Veit, dass die BWI hohe Gewinne erzielte, was bundeseigenen Unternehmen jedoch verboten ist. Die Überschüsse sollten nach Aussagen des Generals genutzt werden, um externe Berater für die BWI zu gewinnen und diese hochpreisig zu bezahlen.
In zwei Sitzungen des Untersuchungsausschusses beschäftigten sich die Abgeordneten mit der Privatisierung der drei Hauptwerke der Heeresinstandsetzungslogistik GmbH (HIL). Die Prüfung, ob eine Privatisierung möglich ist, wurde nicht an die bestbewertete Beratungsfirma vergeben, sondern an die zweitschlechteste. Auch die spätere Verteidigungsministerin Annegret Kramp-Karrenbauer (CDU) kam bei der Angelegenheit zur Sprache, da sie Gewerkschaftern der HIL-Werke als saarländische Ministerpräsidentin versprach, die Werke nicht zu verkaufen. Dies setzte sie als Verteidigungsministerin später um.
Im Verteidigungsministerium herrschten laut Zeugenaussagen schlechte personelle Zustände „wie in Sodom und Gomorrha“. Mehrere Zeugen schilderten starken Druck durch Vorgesetzte.

### Rolle von Katrin Suder
Untersucht wurde insbesondere auch, inwiefern die ehemalige Verteidigungsministerin Ursula von der Leyen über die Vorgänge informiert war, ebenso ihre damalige Staatssekretärin Katrin Suder. In der 25. Sitzung, am 24. Oktober 2019, sagte Klaus Veit aus, er habe Katrin Suder bereits am 6. Februar 2019 über die Missstände in der bundeseigenen BWI GmbH in Kenntnis gesetzt. Nach Aussagen des Generals habe Suder seine Beobachtungen an die Verteidigungsministerin mit dem schriftlichen Hinweis weitergereicht, sie könne sich aufgrund eigener Betroffenheit darum nicht kümmern.
Am 30. Januar 2020 musste Katrin Suder vor dem Gremium aussagen. Suder konnte sich nach eigenen Angaben nur an wenig aus der fraglichen Zeit erinnern, was bei Teilen der Oppositionsvertreter zu Erstaunen führte, da Suder für ihr gutes Gedächtnis bekannt war. In ihrer Aussage stellte Suder ihre Handlungen in der Zeit dar und zählte immer wieder die Krisenbedingungen auf, unter denen sie die Organisation von Rüstung und Digitalisierung erklärte. Sie hob in ihrer Aussage jedoch heraus, dass es ihr darum ging, die Bundeswehr und somit den Bund in die Lage zu versetzen, sich mit der Industrie auf Augenhöhe auseinanderzusetzen. Suder stritt ab, indirekt in Auftragsvergaben involviert gewesen zu sein – und damit auch nicht verantwortlich für Weisungen oder Vergaben an Personen, zu denen sie Freundschaften oder andere nahe Beziehungen unterhielt.
Zur Rolle von Timo Noetzel s. dort.

### Rolle von Ursula von der Leyen
Im Zuge der Aufklärung von Ursula von der Leyens Rolle hatte der Untersuchungsausschuss nach Presserecherchen die Herausgabe der Verbindungsdaten auf ihrem Diensthandy verlangt und beantragt, das Telefon als Beweismittel einzustufen. Das Verteidigungsministerium verschleppte allerdings nach Aussage von Abgeordneten mehrfach dessen Herausgabe. Im Dezember 2019 wurde schließlich aus einer vertraulichen Sitzung des Ausschusses an die Presse weitergegeben, dass die Daten auf dem Telefon offenbar vom Hersteller auf Weisung des Ministeriums bereits im August gelöscht wurden und wohl unwiederbringlich verloren sind. Dies bestätigt die Opposition in ihrem Sondervotum zum Untersuchungsbericht.

## Ergebnis
Der Ausschuss befragte zwischen dem 21. März 2019 und dem 13. Februar 2020 in 17 Sitzungen 41 Zeugen. Der Vorsitzende des Ausschusses, Wolfgang Hellmich, übergab am 16. September 2020 das 720 Seiten umfassende Ergebnis der Ausschusstätigkeit an Bundestagspräsident Wolfgang Schäuble. Die Drucksache enthält auch ein Sondervotum der Fraktionen von FDP, Die Linke und Bündnis 90/Die Grünen sowie der AfD.
Der Untersuchungsausschuss betont, es sei auch seinem Ermittlungseifer zu verdanken, dass sich die beanstandeten Sachverhalte so nicht wiederholen könnten.
Laut Bericht kam es beim Anheuern externer Berater im Bereich des Verteidigungsministeriums zu Verstößen von führenden Soldaten und Beamten. Vorwürfe gegenüber der Verteidigungsministerin Ursula von der Leyen finden sich nicht.
In einem der untersuchten Komplexe, der Entwicklung einer neuen IT-Strategie, habe von der Leyen kaum eine Entscheidungsgrundlage selbst gezeichnet. Ihr Büro sei stets in Kenntnis gesetzt, die Entscheidungen aber häufig auf Ebene der Staatssekretäre getroffen worden. Über welche Vorgänge die Ministerin durch ihr Büro informiert wurde, blieb offen.
Im Projekt „PLM“ (Product Lifecycle Management) wurde das Unternehmen Accenture laut Bundesrechnungshof „unter Verstoß gegen die Vergaberichtlinien“ mit Beratung und Unterstützung beauftragt. Der Ausschuss kam zur Auffassung, dass der zuständige Abteilungsleiter, General Erhard Bühler, die Gesamtverantwortung dafür trage. Katrin Suder sei dafür nicht direkt verantwortlich gewesen, habe aber dazu beigetragen, einem Manager von Accenture einen Zugang zum Ministerium zu verschaffen, und habe die Vergabe-Entscheidung für das Unternehmen mitgetragen. Der Bericht erwähnt, dass Erhard Bühler mit diesem Accenture-Geschäftsführer befreundet und Taufpate von dessen Kindern sei, auch Suder war demnach mit dem Manager befreundet und Taufzeugin.
Das Sondervotum von FDP, Die Linke und Bündnis 90/Die Grünen stuft die Bewertung der Vorkommnisse durch die Ausschussmehrheit als teils zutreffend ein, jedoch würden viele wesentliche Erkenntnisse der Untersuchung ausgespart oder verharmlost. Die AfD stimmte in ihrem Sondervotum dem von den Koalitionsabgeordneten verfassten Bewertungsteil nicht zu; die Zusammenhänge, Verfehlungen und Verantwortlichkeiten würden darin nicht deutlich genug aufgezeigt und die persönliche und politische Verantwortung von der Leyens nur unzureichend dargestellt.
Am 28. Dezember 2021 hat das Bundesministerium der Verteidigung Zivilklage gegen die Systemvertrieb Alexander GmbH (SVA) beim Landgericht Bonn eingereicht. SVA soll demnach 631.049,56 Euro zu viel abgerechnet haben. Diese Summe entspricht 2.654 Beratungsstunden, die vom Unterauftragnehmer Accenture nicht erbracht worden seien.